# Leland Orser
Leland Orser, né le 6 août 1960 à San Francisco, (Californie, États-Unis), est un acteur américain.

## Biographie

### Enfance & débuts
Leland Jones Orser est né le 6 août 1960 à San Francisco (Californie).

### Formation
Il est diplômé en 1982 du Connecticut College et a étudié au Drama Studio London.

### Vie privée
Il se marie avec l'actrice Roma Downey en 1987. Ils divorcent en 1989.
En 2000, il se remarie avec l'actrice Jeanne Tripplehorn. Ils ont un fils ensemble, August Tripplehorn Orser, né en 2002.

### Carrière
Il fait ses premiers pas à la télévision en 1991 dans Gabriel Bird, La maison en folie et Les Craquantes.
Il débute au cinéma en 1993 dans Cover Story.
En 1996, il obtient des petits rôles dans Seven, Independence Day, Los Angeles 2013. A la télévision, il est présent dans Mariés, deux enfants, Dingue de toi, Presque parfaite et New York Police Blues.
En 1998, Peter Berg lui offre un rôle dans Very Bad Things et Steven Spielberg dans Il faut sauver le soldat Ryan. Cette même année, il obtient un rôle dans Le Caméléon, jusqu'en 2000.
En 2001, il joue dans Pearl Harbor de Michael Bay, avec Ben Affleck, Josh Hartnett et Kate Beckinsale (entre autres).
En 2003, il tourne dans Confidence et Daredevil, Instincts meurtriers. L'année suivante, il tient un rôle récurrent dans la série Urgences, jusqu'en 2009.
À partir de 2008, il joue dans la trilogie Taken, dont le troisième volet sort en 2015.
En 2014, il joue au cinéma dans Faults de Riley Stearns, The Gambler de Rupert Wyatt et The Guest d'Adam Wingard. L'année suivante, il est présent dans la Ray Donovan.
En 2016, il tient un des rôles principaux dans la série Berlin Station avec Richard Armitage, Richard Jenkins et Rhys Ifans. La série est annulée après 3 saisons en 2019.
En 2019, il est présent dans The Art of Self-Defense de Riley Stearns et Corporate Animals de Patrick Brice et la mini-série I Am the Night.
En 2022, il tourne dans Amsterdam et la série American Gigolo aux côtés de Jon Bernthal, Gretchen Mol et Lizzie Brocheré.

## Filmographie

### Cinéma

#### Longs métrages
- 1993 : Cover Story de Gregg Smith : Julian
- 1995 : Phoenix de Troy Cook : Dr Riley
- 1995 : Dead Badge de Douglas Barr : Pellman
- 1995 : Girl in the Cadillac de Lucas Platt : Un vendeur de voitures usagées
- 1996 : Seven de David Fincher : La victime indirecte de la Luxure
- 1996 : Independence Day de Roland Emmerich : L'assistant médical
- 1996 : Los Angeles 2013 de John Carpenter : Test Tube
- 1996 : Baby Face Nelson de Scott P. Levy : Benny Bakst
- 1996 : Red Ribbon Blues de Charles Winkler : James
- 1996 : Invader de Mark H. Baker : Michael Perkett
- 1997 : Excess Baggage de Marco Brambilla : Detective Barnaby
- 1998 : Alien, la résurrection (Alien: Resurrection) de Jean-Pierre Jeunet : Larry Purvis
- 1998 : Il faut sauver le soldat Ryan (Saving Private Ryan) de Steven Spielberg : Lieutenant DeWindt
- 1998 : Very Bad Things de Peter Berg : Charles Moore
- 1999 : Résurrection (Resurrection) de Russell Mulcahy : Détective Andrew Hollinsworth
- 1999 : Bone Collector de Phillip Noyce : Richard Thompson
- 2000 : Rebel Yell de Mike White : Billy Idol
- 2001 : Pearl Harbor de Michael Bay : Major Jackson
- 2002 : Le Sang du frère (My Brother's Keeper) de John Badham : Travis
- 2002 : Confidence de James Foley : Lionel Bolby
- 2003 : Daredevil de Mark Steven Johnson : Wesley Owen Welch
- 2003 : Le Maître du jeu (Runaway Jury) de Gary Fleder : Lamb
- 2004 : Instincts meurtriers (Twisted) de Philip Kaufman : Edmund Cutler
- 2006 : The Good German de Steven Soderbergh : Bernie
- 2008 : Taken de Pierre Morel : Sam
- 2009 : Fais-leur vivre l'enfer, Malone ! (Give 'em Hell, Malone) de Russell Mulcahy : Murphy
- 2010 : Morning de lui-même : Mark (également scénariste)
- 2012 : Taken 2 d'Olivier Megaton : Sam
- 2014 : Faults de Riley Stearns : Ansel
- 2014 : The Gambler de Rupert Wyatt : Larry Jones
- 2014 : The Guest d'Adam Wingard : Spencer Peterson
- 2015 : Taken 3 d'Olivier Megaton : Sam
- 2015 : The Devil's Candy de Sean Byrne : Le pasteur
- 2018 : Blindspotting de Carlos López Estrada : Le juge
- 2019 : The Art of Self-Defense de Riley Stearns : Détective McAllister
- 2019 : Corporate Animals de Patrick Brice : Un sauveteur
- 2022 : Amsterdam de David O. Russell : Mr. Nevins
- 2025 : Deaf President Now! de Nyle DiMarco et Davis Guggenheim : Greg Hlibok (documentaire ; voix)

### Télévision

#### Séries télévisées
- 1991 : Gabriel Bird : Edward
- 1991 : La maison en folie (Empty Nest) : Don McKenzie
- 1991 : Les Craquantes (The Golden Girls) : Un serveur
- 1992 : La voix du silence (Reasonable Doubts) : Chip Englund
- 1992 : Marshall et Simon (Eerie, Indiana) : L'assistant du directeur
- 1992 : Cheers : Mark
- 1993 : Herman's Head : Ralph
- 1993 : La Loi de Los Angeles (L.A. Law) : Richard Daggett
- 1993 : Coup de foudre à Miami (Moon Over Miami) : Lyle
- 1993 - 1995 : Star Trek : Deep Space Nine : Gai / Lovok
- 1994 : Docteur Quinn, femme médecin (Doctor Quinn Médicine Woman) (série télévisée) : Clerk
- 1994 : X-Files : Aux frontières du réel : Jason Ludwig
- 1994 / 1996 - 1997 : New York Police Blues (NYPD Blue) : Zeppo / Les Treet / John Highsmith
- 1995 : Murder One : Myron Elkins
- 1995 : Ned et Stacey : Phil
- 1995 - 1996 : Mariés, deux enfants (Married with Children) : Mark / Le directeur
- 1996 : Dingue de toi (Mad About You) : Professeur Gittelson
- 1996 : Boston Common : Lon
- 1996 : Presque parfaite (Almost Perfect) : Henry
- 1997 : Star Trek : Voyager : Dejaren
- 1998 : Brooklyn South : Un interne aux urgences
- 1998 - 2000 : Le Caméléon (The Pretender) : Argyle, dit "L'Ecossais"
- 1999 : Au-delà du réel : L'aventure continue (The Outer Limits) : Dr Arthur Zeller
- 2000 : Wonderland : Wendall Rickle
- 2002 : Les Experts (CSI : Crime Scene Investigation) : Morris Pearson
- 2003 : New York, unité spéciale (Law & Order) (saison 5, épisode 6) : Kevin Walker
- 2003 : Star Trek : Enterprise : Loomis
- 2003 : The Lyon's Den : Fritz Scott
- 2004 - 2009 : Urgences (ER) : Dr Lucien Dubenko
- 2007 : Shark : Brent Gilroy
- 2009 : 24 heures chrono (24) : Martin Collier
- 2009 : New York, section criminelle (Law and Order: Criminal Intent) (saison 8, épisode 5) : révérend Dan Wyler
- 2012 : NCIS : Los Angeles : Professeur Gareth Carlyle
- 2012 : A Gifted Man : Charlie Reinhart
- 2012 : Scandal : Sanders Black
- 2012 : Kendra : Dr Stephen Ehrlich
- 2012 - 2013 : Magic City : Mike Strauss
- 2013 : Revolution : John Sanborn
- 2013 : Touch : Dr Linus
- 2015 - 2016 : Ray Donovan : Père Romero
- 2016 - 2019 : Berlin Station : Robert Kirsch
- 2019 : I Am the Night : Peter Sullivan
- 2021 : Brand New Cherry Flavor : Mike Nathans
- 2021 : Blindspotting : Carl
- 2022 : American Gigolo : Richard Stratton
- 2025 : New York, unité spéciale : Harris Vernon (saison 26, épisode 9)

#### Téléfilms
- 1995 : Piranha de Scott P. Levy : Terry Wechsler
- 1996 : Liaison obscures (To Love, Honor and Deceive) de Michael Watkins : Kyle Lassiter, Agent du FBI
- 1996 : Back to Back de Roger Nygard : L'homme en fauteuil roulant
- 2002 : Le sang du frère (My Brother's Keeper) de John Badham : Travis